# Parlamento de la República de Kabardia-Balkaria
El Parlamento de la República de Kabardia-Balkaria (en ruso: Парламент Кабардино-Балкарской Республики) es el órgano legislativo de la República de Ingusetia, una de las 22 repúblicas de Rusia.
Este parlamento regional es unicameral y ostenta la máxima representación de la autoridad legislativa de Kabardia-Balkaria. Las bases legales de su poder fueron expresadas el 27 de octubre de 1993 mediante un decreto del presidente de la República de Kabardia-Balkaria por el que se describían las funciones del órgano, de los diputados y se convocaban las primeras elecciones para el 12 de diciembre de 1993.

## Elección
El Parlamento se compone de 70 diputados de la República de Kabardia-Balkaria. El Parlamento de kabardo-balkarino es uno de los 5 parlamentos de las repúblicas rusas cuyo sistema electoral es puramente de representación proporcional por listas, a diferencia de la mayoría de sistemas de los parlamentos de los sujetos federales rusos que cuentan con un sistema mixto donde la mitad de escaños se escogen por representación proporcional y la otra mitad por voto directo.
Los diputados son elegidos para los períodos legislativos completos, lo que en Kabardia-Balkaria suponen 5 años. Cualquier ciudadano de la república mayor de 21 años y que no se le haya negado el derecho a voto puede presentarse para diputado.

## Funciones
La tarea principal de una estructura parlamentaria de Kabardia-Balkaria es la creación de la base legislativa de la República, y el control e implantación sobre sus estructuras gubernamentales.

## Composición

### Funcionamiento
El trabajo del Parlamento está encabezado por el presidente y sus adjuntos. El presidente de la V Legislatura es Tatiana Egorova.
El trabajo de los diputados de la Asamblea se lleva a cabo en el marco de comités y comisiones. En la V Legislatura hay 8 comités y 5 comisiones:
Comités
- Comité de Relaciones Interétnicas.
- Comité de Legislación, Construcción del Estado y Autonomía Local.
- Comité de Presupuesto, Impuestos y Finanzas.
- Comité de Educación, Ciencia y Política de la Juventud.
- Comité de Política Agraria, Ecología, Gestión de la Naturaleza y Relaciones Terrestres.
- Comité de reglamentación, ética adjunta y organización de actividades del Parlamento.
- Comité de Construcción, Vivienda y Servicios Públicos y Complejo de Combustibles y Energía.
- Comité sobre el Estado de Derecho y el Orden.

Comisiones
- Comisión de Economía, Inversiones y Emprendimiento.
- Comisión de Cultura, Desarrollo de las Instituciones de la Sociedad Civil y los Medios de Comunicación.
- Comisión de Política Social, Trabajo y Salud.
- Comisión de Industria, Transporte, Comunicaciones y Vialidad.
- Comisión de Deporte y Turismo.

Estos comités y comisiones trabajan de manera continua (todas las semanas) en las oficinas del Parlamento.

### V Legislatura (2014-2019)
| Facciones políticas en la Asamblea Estatal de Kabardia-Balkaria |                 |                            |         |
| Facción/Partido                                                 | Facción/Partido | Líder                      | Escaños |
| Rusia Unida                                                     |                 | Berdov Alexandrovich       | 50      |
| PCFR                                                            |                 | Pashtov Sultanovich        | 8       |
| Rusia Justa                                                     |                 | Azikova Gadnanovna         | 8       |
| Partido Ecológico Ruso "Los Verdes"                             |                 | Shkhagapsoev Khasanbievich | 2       |
| Partido Liberal-Demócrata de Rusia                              |                 | Grinevich Vladislavovich   | 2       |

### Legislaturas anteriores
IV Legislatura (2009-2014)
| Facciones políticas en la Asamblea Estatal de Kabardia-Balkaria |                 |                     |         |
| Facción/Partido                                                 | Facción/Partido | Líder               | Escaños |
| Rusia Unida                                                     |                 | Ruslan Zhanimov     | 51      |
| Rusia Justa                                                     |                 | Vladimir Kebekov    | 9       |
| PCFR                                                            |                 | Zairat Shikhaliyeva | 5       |
| Partido Liberal-Demócrata de Rusia                              |                 | Valeri Grinevich    | 5       |